# فيكتور بافلوف
فيكتور بافلوف (بالإنجليزية: Victor Pavlov)‏ (و. 1940 – 2006 م) هو ممثل، من الاتحاد السوفيتي، ولد في موسكو، توفي في موسكو، عن عمر يناهز 66 عاماً بسبب نوبة قلبية.

## التعليم
تعلم في معهد ميخائيل شيبكين المسرحي (1959–1963).

## جوائز
حصل على جوائز منها:
- فنان الشعب الروسي
- ميدالية العامل المخضرم [الإنجليزية]‏
- نيشان الاستحقاق الوطني في روسيا من الدرجة الرابعة
- وسام الاحتفال بالذكرى السنوية ال850 لموسكو  [لغات أخرى]‏.

## وصلات خارجية
- فيكتور بافلوف على موقع IMDb (الإنجليزية)
- فيكتور بافلوف على موقع أول موفي (الإنجليزية)
- فيكتور بافلوف على موقع قاعدة بيانات الأفلام السويدية (السويدية)
- فيكتور بافلوف على موقع قاعدة بيانات الفيلم (الإنجليزية)
- فيكتور بافلوف على موقع كينوبويسك (الروسية)